# Tournoi de clôture du championnat d'Argentine de football 2000
Navigation
Tournoi précédent Tournoi suivant
Le tournoi de clôture de la saison 2000 du Championnat d'Argentine de football est le second tournoi semestriel de la 70e édition du championnat de première division en Argentine. Les vingt équipes sont regroupées au sein d'une poule unique où elles affrontent une fois chacun de leurs adversaires. Un classement cumulé sur les trois dernières années permet de déterminer les deux équipes reléguées à l'issue du tournoi ainsi que les deux formations engagées en barrage de promotion-relégation, mis en place à partir de cette saison.
C'est le River Plate, tenant du titre, qui remporte à nouveau le tournoi après avoir terminé en tête du classement final, avec six points d'avance sur un trio de clubs composé du Independiente, du Colón (Santa Fe) et de San Lorenzo de Almagro. C'est le trente et unième titre de champion d'Argentine de l'histoire du club, qui réussit un nouveau doublé après celui réalisé en 1996-1997.

## Qualifications continentales
L'Argentine dispose de 5 places en Copa Libertadores. Elles reviennent aux vainqueurs des tournois Ouverture et Clôture ainsi qu'aux meilleures équipes du classement cumulé des deux tournois. En ce qui concerne la Copa Mercosur, seule autre compétition continentale depuis la disparition de la Copa CONMEBOL, la fédération argentine peut aligner 6 équipes qui sont les six premières du même classement cumulé. Comme les deux compétitions continentales sont disputés à six mois d'intervalle, un club peut donc s'engager dans les deux coupes.

## Les clubs participants
| \| Buenos Aires La Plata Rosario Jujuy Santa Fe Córdoba \| Villes représentées lors de la saison 1999-2000 |
| Buenos Aires La Plata Rosario Jujuy Santa Fe Córdoba                                                       |

- Talleres (Córdoba)
- Argentinos Juniors
- Gimnasia y Esgrima (La Plata)
- Gimnasia y Esgrima (Jujuy)
- Rosario Central
- Unión (Santa Fe)
- Boca Juniors
- Ferro Carril Oeste
- Colón (Santa Fe)
- Belgrano (Córdoba)
- Independiente
- Lanús
- Newell's Old Boys (Rosario)
- Racing Club
- San Lorenzo de Almagro
- Estudiantes (La Plata)
- River Plate
- Vélez Sársfield
- Instituto (Córdoba)
- Chacarita Juniors

## Compétition
Le barème utilisé pour établir le classement est le suivant :
- Victoire : 3 points
- Match nul : 1 point
- Défaite : 0 point

### Classement
| Rang | Équipe                        | Pts | J  | G  | N | P  | Bp | Bc | Diff |
| ---- | ----------------------------- | --- | -- | -- | - | -- | -- | -- | ---- |
| 1    | River PlateT                  | 42  | 19 | 12 | 6 | 1  | 44 | 17 | +27  |
| 2    | Independiente                 | 36  | 19 | 11 | 3 | 5  | 42 | 25 | +17  |
| 3    | Colón (Santa Fe)              | 36  | 19 | 11 | 3 | 5  | 27 | 15 | +12  |
| 4    | San Lorenzo de Almagro        | 36  | 19 | 11 | 3 | 5  | 27 | 15 | +12  |
| 5    | Newell's Old Boys (Rosario)   | 34  | 19 | 10 | 4 | 5  | 32 | 21 | +11  |
| 6    | Vélez Sársfield               | 34  | 19 | 9  | 7 | 3  | 28 | 18 | +10  |
| 7    | Boca Juniors                  | 33  | 19 | 10 | 6 | 3  | 38 | 17 | +21  |
| 8    | Unión (Santa Fe)              | 29  | 19 | 9  | 2 | 8  | 28 | 40 | -12  |
| 9    | Gimnasia y Esgrima (La Plata) | 28  | 19 | 8  | 4 | 7  | 28 | 33 | -5   |
| 10   | Talleres (Córdoba)            | 27  | 19 | 7  | 6 | 6  | 21 | 22 | -1   |
| 11   | Lanús                         | 25  | 19 | 8  | 4 | 7  | 32 | 22 | +10  |
| 12   | Instituto (Córdoba)           | 25  | 19 | 6  | 7 | 6  | 28 | 29 | -1   |
| 13   | Rosario Central               | 23  | 19 | 6  | 5 | 8  | 25 | 26 | -1   |
| 14   | Belgrano (Córdoba)            | 22  | 19 | 6  | 4 | 9  | 28 | 31 | -3   |
| 15   | Chacarita Juniors             | 20  | 19 | 5  | 5 | 9  | 20 | 30 | -10  |
| 16   | Argentinos Juniors            | 18  | 19 | 4  | 6 | 9  | 21 | 36 | -15  |
| 17   | Estudiantes (La Plata)        | 16  | 19 | 3  | 7 | 9  | 21 | 30 | -9   |
| 18   | Racing Club                   | 15  | 19 | 3  | 6 | 10 | 22 | 29 | -7   |
| 19   | Gimnasia y Esgrima (Jujuy)    | 10  | 19 | 2  | 4 | 13 | 15 | 34 | -19  |
| 20   | Ferro Carril Oeste            | 8   | 19 | 2  | 2 | 15 | 9  | 46 | -37  |

|  | Qualification directe pour la Copa Libertadores 2001 |
|  | T : Tenant du titre                                  |

### Classement cumulé
Un classement cumulé des tournois Ouverture et Clôture permet de déterminer les équipes qualifiées pour la Copa Libertadores 2001 et la Copa Mercosur 2000.
| Rang | Équipe                        | Pts | J  | G  | N  | P  | Bp | Bc | Diff |
| ---- | ----------------------------- | --- | -- | -- | -- | -- | -- | -- | ---- |
| 1    | CA River PlateOuv Clo         | 86  | 38 | 25 | 11 | 2  | 89 | 38 | +51  |
| 2    | Boca JuniorsC1                | 74  | 38 | 22 | 11 | 5  | 74 | 32 | +42  |
| 3    | San Lorenzo de Almagro        | 69  | 38 | 21 | 9  | 8  | 57 | 30 | +27  |
| 4    | Rosario Central               | 66  | 38 | 20 | 6  | 12 | 59 | 44 | +15  |
| 5    | Vélez Sarsfield               | 61  | 38 | 17 | 13 | 8  | 56 | 35 | +21  |
| 6    | Independiente                 | 61  | 38 | 17 | 10 | 11 | 57 | 47 | +10  |
| 7    | Talleres (Córdoba)            | 58  | 38 | 16 | 10 | 12 | 59 | 53 | +6   |
| 8    | Newell's Old Boys (Rosario)   | 55  | 38 | 15 | 10 | 13 | 59 | 48 | +11  |
| 9    | Colón (Santa Fe)              | 55  | 38 | 16 | 7  | 15 | 62 | 53 | +9   |
| 10   | Unión (Santa Fe)              | 50  | 38 | 14 | 8  | 16 | 52 | 70 | -18  |
| 11   | Gimnasia y Esgrima (La Plata) | 49  | 38 | 12 | 13 | 13 | 56 | 61 | -5   |
| 12   | Lanús                         | 48  | 38 | 15 | 6  | 17 | 55 | 52 | +3   |
| 13   | Racing Club                   | 45  | 38 | 10 | 15 | 13 | 49 | 51 | -2   |
| 14   | Chacarita Juniors             | 45  | 38 | 11 | 12 | 15 | 58 | 63 | -5   |
| 15   | Instituto (Córdoba)           | 44  | 38 | 11 | 14 | 13 | 51 | 59 | -8   |
| 16   | Estudiantes (La Plata)        | 39  | 38 | 9  | 12 | 17 | 50 | 63 | -13  |
| 17   | Belgrano (Córdoba)            | 39  | 38 | 11 | 9  | 18 | 53 | 68 | -15  |
| 18   | Argentinos Juniors            | 39  | 38 | 8  | 15 | 15 | 41 | 58 | -17  |
| 19   | Gimnasia y Esgrima (Jujuy)    | 18  | 38 | 4  | 7  | 27 | 32 | 77 | -45  |
| 20   | Ferro Carril Oeste            | 17  | 38 | 3  | 8  | 27 | 23 | 90 | -67  |

|  | Qualification directe pour la Copa Libertadores 2001 et pour la Copa Mercosur 2000                                                 |
|  | Qualification directe pour la Copa Mercosur 2000                                                                                   |
|  | Ouv : Vainqueur du tournoi d'Ouverture 1999 Clo : Vainqueur du tournoi de Clôture 2000 C1 : Vainqueur de la Copa Libertadores 2000 |

### Table de relégation
Un classement cumulé des trois dernières saisons du championnat permet de déterminer les deux équipes reléguées en Primera B et les deux qui doivent disputer un barrage de promotion-relégation. 
| Rang | Équipe                        | Pts   | J   | G | N | P | Bp | Bc | Diff |
| ---- | ----------------------------- | ----- | --- | - | - | - | -- | -- | ---- |
| 1    | Boca Juniors                  | 2,070 | 114 |   |   |   |    |    |      |
| 2    | River PlateOuv Clo            | 1,921 | 114 |   |   |   |    |    |      |
| 3    | San Lorenzo de Almagro        | 1,684 | 114 |   |   |   |    |    |      |
| 4    | Vélez Sarsfield               | 1,622 | 114 |   |   |   |    |    |      |
| 5    | Gimnasia y Esgrima (La Plata) | 1,578 | 114 |   |   |   |    |    |      |
| 6    | Rosario Central               | 1,578 | 114 |   |   |   |    |    |      |
| 7    | Independiente                 | 1,473 | 114 |   |   |   |    |    |      |
| 8    | Lanús                         | 1,429 | 114 |   |   |   |    |    |      |
| 9    | Talleres (Córdoba)            | 1,342 | 76  |   |   |   |    |    |      |
| 10   | Newell's Old Boys (Rosario)   | 1,307 | 114 |   |   |   |    |    |      |
| 11   | Argentinos Juniors            | 1,271 | 114 |   |   |   |    |    |      |
| 12   | Colón (Santa Fe)              | 1,245 | 114 |   |   |   |    |    |      |
| 13   | Racing Club                   | 1,236 | 114 |   |   |   |    |    |      |
| 14   | Unión (Santa Fe)              | 1,201 | 114 |   |   |   |    |    |      |
| 15   | Chacarita Juniors             | 1,184 | 38  |   |   |   |    |    |      |
| 16   | Estudiantes (La Plata)        | 1,166 | 114 |   |   |   |    |    |      |
| 17   | Instituto (Córdoba)           | 1,157 | 38  |   |   |   |    |    |      |
| 18   | Belgrano (Córdoba)            | 1,092 | 76  |   |   |   |    |    |      |
| 19   | Gimnasia y Esgrima (Jujuy)    | 1,026 | 114 |   |   |   |    |    |      |
| 20   | Ferro Carril Oeste            | 0,885 | 114 |   |   |   |    |    |      |

|  | Participation au barrage de promotion-relégation                                       |
|  | Relégation directe en Primera B                                                        |
|  | Ouv ; Vainqueur du tournoi d'Ouverture 1999 Clo : Vainqueur du tournoi de Clôture 2000 |

### Barrage de promotion-relégation
| Équipe 1     | Résultat | Équipe 2                 | Aller | Retour |
| ------------ | -------- | ------------------------ | ----- | ------ |
| Quilmes (D2) | 4 - 4    | Belgrano (Córdoba) (D1)  | 3 - 1 | 1 - 3  |
| Almagro (D2) | 2 - 1    | Instituto (Córdoba) (D1) | 1 - 0 | 1 - 1  |

## Bilan de la saison
| Championnat d'Argentine de football 2000 |                                                                                                   |
| Champion                                 | River Plate (31e titre)                                                                           |
| Coupes et trophées                       |                                                                                                   |
| Vainqueur de la Coupe d'Argentine 2000   | Non disputée                                                                                      |
| Qualifications continentales             |                                                                                                   |
| Copa Libertadores 2001                   | Boca Juniors (tenant du titre) River Plate San Lorenzo de Almagro Rosario Central Vélez Sarsfield |
| Copa Mercosur 2000                       | Boca Juniors River Plate San Lorenzo de Almagro Rosario Central Vélez Sarsfield Independiente     |
| Promotions et relégations                |                                                                                                   |
| Promus en Primera Division               | Almagro Los Andes Huracán                                                                         |
| Relégués en Primera B Nacional           | Instituto (Córdoba) Gimnasia y Esgrima (Jujuy) Ferro Carril Oeste                                 |